# Collège de Calatrava
Le collège de Calatrava (en espagnol : Colegio de Calatrava), de son véritable nom Colegio de la Inmaculada Concepción, est l'unique collège fondé à Salamanque par un ordre militaire dont l'édifice perdure toujours ; il a appartenu à l'ordre de Calatrava. C'est aujourd'hui le siège de la Casa de la Iglesia, qui accueille les dépendances du diocèse de Salamanque.

## Histoire
Le collège de Calatrava fut fondé en 1552, mais la construction de l'édifice ne commença pas avant 1717, avec l'architecte José Joaquín de Churriguera (es), qui dirigea les travaux jusqu'à sa mort en 1724.
En 1750, les travaux reprennent sous la direction de Jerónimo García de Quiñones. Il se vit obligé d'éliminer les décorations baroques du projet original et de les remplacer par les idées néoclassiques dominantes de cette époque ; c'est en particulier le fait de Francisco Ibáñez de Corbera, recteur du collège quand celui-ci est inauguré en 1790.
Pendant la Guerre d'indépendance espagnole, les toiles de Francisco de Goya qui figuraient dans le retable disparurent.

## Architecture
La façade possède deux corps et est articulée par des pilastres d'ordre géant et est achevée avec une balustrade.
Les éléments décoratifs qui l'adornent sont en majorité d'inspiration renaissantiste. On peut voir dans la décoration extérieure des éléments de lignes mixtes (droites et incurvées) propres à l'époque baroque : ils sont particulièrement visibles autour de la porte principale, sur les portes des tours latérales et dans les moulures qui enveloppent toutes les baies vitrées de la façade.

## Protection
Le collège fait l’objet d’un classement en Espagne au titre de bien d'intérêt culturel depuis le 22 juin 1983.